# Rue du Bac (metropolitana di Parigi)
Rue du Bac è una stazione della linea 12 della metropolitana di Parigi.

## La stazione
La stazione venne aperta nel 1910 e porta il nome della strada tortuosa che scendeva verso la Senna e qui giunta necessitava di un traghetto per trasportare, sull'altra sponda, le pietre necessarie alla costruzione del Palazzo delle Tuileries nel 1564.
La stazione subì delle modifiche nel 1984. I lavori terminarono soltanto il 18 dicembre 2007.

### Accessi
- terrapieno al 2, boulevard Raspail

## Interscambi
- Bus RATP - 63, 68, 69, 83, 84, 94, OpenTour